# Curva diferenciável
Este artigo considera apenas curvas no espaço euclidiano. A maioria do conhecimento aqui apresentadas possui análogos para curvas em variedades Riemanniana e pseudo-Riemanniana . Para uma discussão sobre curvas em um espaço topológico arbitrário, consulte o artigo principal sobre curvas .
Geometria diferencial de curvas é o campo da geometria que trabalha com curvas suaves no plano e no espaço euclidiano através de métodos de cálculo diferencial e integral. 
Numerosas curvas específicas foram estudadas rigorosamente usando a abordagem sintética . A geometria diferencial toma outro rumo: as curvas são retratadas em uma forma parametrizada e suas propriedades geométricas e várias quantidades associadas a elas, como a curvatura e o comprimento do arco, são representadas através de derivadas e integrais usando cálculo vetorial . Uma das ferramentas de maior relevância utilizadas para analisar uma curva é o quadro Frenet, sendo esse um quadro em movimento que fornece um sistema de coordenadas em que cada ponto da curva é "ajustado" à ela próximo a esse ponto. 
A teoria das curvas é muito mais simples e mais restrita em propósito do que a teoria das superfícies e suas generalizações de dimensões mais altas porque uma curva regular em um espaço euclidiano não tem geometria intrínseca. Qualquer curva regular pode ser parametrizada pelo comprimento do arco ( parametrização natural ). Pela visão de uma partícula de ponto teórico na curva que não tem conhecimento sobre o espaço ambiente, todas as curvas se assemelhariam. Diferentes curvas espaciais são particularizadas só pela forma como elas se dobram e torcem. Quantitativamente, isso é avaliado pelos constantes diferencial-geométricos chamados de curvatura e torção de uma curva. O teorema fundamental das curvas afirma que o conhecimento dessas constantes define a curva ao todo. 

## Definições
Sabendo que (i) {\displaystyle n\in \mathbb {N} } , (ii) {\displaystyle r\in \{\mathbb {N} \cup \infty \}} e (iii) {\displaystyle I}  é um intervalo não vazio de números reais. Temos assim, uma função com valor vetorial
{\displaystyle \gamma :I\to \mathbb {R} ^{n}}
E então, analisando algumas características da classe {\displaystyle C^{r}} (ou seja, as funções de segmentos de {\displaystyle \gamma } que são {\displaystyle r}-vezes diferenciáveis) que também é conhecida como parâmetro da curva-{\displaystyle C^{r}} ou uma parametrização-{\displaystyle C^{r}}. É possível perceber que {\displaystyle \gamma [I]\subseteq \mathbb {R} ^{n}} é denominado de imagem da curva paramétrica. Tendo em vista isso, é relevante diferenciar uma curva paramétrica {\displaystyle \gamma } de sua imagem {\displaystyle \gamma [I]} pois um certo subconjunto de {\displaystyle \mathbb {R} ^{n}} é capaz de ser a imagem de várias curvas paramétricas diferentes. Nesse caso, o parâmetro {\displaystyle t} no {\displaystyle \gamma (t)} é capaz de ser supostamente caracterizado como o tempo e {\displaystyle \gamma } a trajetória de uma partícula em movimento no espaço. Quando declaramos que {\displaystyle I} é um intervalo fechado {\displaystyle [a,b]}, {\displaystyle \gamma (a)} é nomeado de ponto de partida e {\displaystyle \gamma (b)} é o ponto final de {\displaystyle \gamma } . E sendo assim, se os pontos inicial e final são os mesmos, ou seja, {\displaystyle \gamma (a)=\gamma (b)}, consequentemente denominamos que {\displaystyle \gamma } é fechado ou em loop. Além do mais, por fim, podemos citar que {\displaystyle \gamma } é conhecido de paramétrico fechado da curva-{\displaystyle C^{r}}se e somente se {\displaystyle {\gamma ^{(k)}}(a)={\gamma ^{(k)}}(b)} para todo {\displaystyle k\in \mathbb {N} _{\leq r}} . 
Caso {\displaystyle \gamma |_{(a,b)}:(a,b)\to \mathbb {R} ^{n}} seja injetável, como resultado temos que {\displaystyle \gamma } é simples. 
Uma vez que cada função componente de {\displaystyle \gamma :I\to \mathbb {R} ^{n}} pode ser representado como uma série de potências, então {\displaystyle \gamma } é analítico (resumindo, de classe {\displaystyle C^{\omega }} ). 
E assim, {\displaystyle -\gamma } é detalhado para a curva paramétrica que é atravessada na direção oposta à de {\displaystyle \gamma } . 
Como também, é possível dizer que {\displaystyle \gamma } é regular de ordem {\displaystyle m} (sendo {\displaystyle m\leq r} ) se e somente se possuir {\displaystyle t\in I} , 
{\displaystyle \left\{\gamma '(t),\gamma ''(t),\ldots ,{\gamma ^{(m)}}(t)\right\}}
o subconjunto descrito acima é linearmente independente de {\displaystyle \mathbb {R} ^{n}} . 
Podemos observar particularmente que em um {\displaystyle C^{1}} paramétrico -a curva {\displaystyle \gamma } é regular se e somente se {\displaystyle \gamma '(t)\neq \mathbf {0} } para qualquer {\displaystyle t\in I} . 

## Re-parametrização e relação de equivalência
Apresentada a imagem de uma curva paramétrica, possuem várias parametrizações diferentes para esta curva. A geometria diferencial tem como finalidade representar as propriedades das curvas paramétricas invariantes sob determinadas re-parametrizações. Sendo assim, deve ser estabelecida uma relação de equivalência adequada no conjunto de todas as curvas paramétricas. As propriedades geométricas diferenciais de uma curva paramétrica (por exemplo, seu comprimento, sua estrutura Frenet e sua curvatura generalizada) são invariantes sob a parametrização e, consequentemente, propriedades da própria classe de equivalência . As categorias de equivalência são denominadas curvas-{\displaystyle C^{r}} e são objetos centrais estudados na geometria diferencial das curvas. 
Duas das curvas-{\displaystyle C^{r}} paramétricas, o {\displaystyle \gamma _{1}:I_{1}\to \mathbb {R} ^{n}} e o {\displaystyle \gamma _{2}:I_{2}\to \mathbb {R} ^{n}}, são considerados equivalentes se, e somente se, possuírem um objeto bijetivo mapa-{\displaystyle C^{r}} onde{\displaystyle \varphi :I_{1}\to I_{2}} de uma maneira em que 
{\displaystyle \forall t\in I_{1}:\quad \varphi '(t)\neq 0}
e 
{\displaystyle \forall t\in I_{1}:\quad \gamma _{2}(\varphi (t))=\gamma _{1}(t).}
Então {\displaystyle \gamma _{2}} expresso sendo uma re-parametrização de {\displaystyle \gamma _{1}}. 
A parametrização estabelece um vínculo de equivalência no conjunto de todas as variáveis paramétricas. Curvas-{\displaystyle C^{r}}da classe {\displaystyle C^{r}} . A classe que corresponde a essa relação é apenas uma curva-{\displaystyle C^{r}}. 
Uma vínculo correspondente sendo mais fino de parâmetros paramétricos orientados da curvas-{\displaystyle C^{r}} podem ser determinadas exigindo {\displaystyle \phi } satisfazer {\displaystyle \varphi '(t)>0} . 
O paramétrico equivalente as curvas-{\displaystyle C^{r}} têm a imagem semelhante e parâmetros paramétricos orientados equivalentes as curvas-{\displaystyle C^{r}} que atravessam a imagem na mesma direção. 

## Comprimento e parametrização natural
O comprimento {\displaystyle \ell } de uma curva-{\displaystyle C^{1}} paramétrica {\displaystyle \gamma :[a,b]\to \mathbb {R} ^{n}} é estabelecido por 
{\displaystyle \ell ~{\stackrel {\text{df}}{=}}~\int _{a}^{b}\left\|\gamma '(t)\right\|~\mathrm {d} {t}.}
Esse comprimento é invariante sob re-parametrização e, consequentemente, é uma propriedade diferencial-geométrica da curva paramétrica. 
Para cada paramétrico regular da curva-{\displaystyle C^{r}} temos{\displaystyle \gamma :[a,b]\to \mathbb {R} ^{n}}.No qual, se {\displaystyle r\geq 1}, a função é chamada de definida 
{\displaystyle \forall t\in [a,b]:\quad s(t)~{\stackrel {\text{df}}{=}}~\int _{a}^{t}\left\|\gamma '(x)\right\|~\mathrm {d} {x}.}
Com base no que foi descrito {\displaystyle {\bar {\gamma }}(s)=\gamma (t(s))}, onde {\displaystyle t(s)} é a função inversa de {\displaystyle s(t)}, isto é uma re-parametrização {\displaystyle {\bar {\gamma }}} do {\displaystyle \gamma } e é nomeado de parametrização do comprimento de arco, parametrização natural ou até parametrização de velocidade unitária . Em função disso, o parâmetro {\displaystyle s(t)} é denominado de parâmetro natural de {\displaystyle \gamma } . 
Essa parametrização é adotada pois o parâmetro natural {\displaystyle s(t)} atravessa a imagem de {\displaystyle \gamma } à velocidade unitária, e assim podemos observar que: 
{\displaystyle \forall t\in I:\quad \left\|{\bar {\gamma }}'(s(t))\right\|=1.}
Na prática, normalmente é complicado calcular a parametrização natural de uma curva paramétrica, mas é útil para argumentos teóricos. 
Para uma certa curva paramétrica {\displaystyle \gamma }, a parametrização natural é única até que ocorra uma alteração de parâmetro. 
A quantidade 
{\displaystyle E(\gamma )~{\stackrel {\text{df}}{=}}~{\frac {1}{2}}\int _{a}^{b}\left\|\gamma '(t)\right\|^{2}~\mathrm {d} {t}}
de vez em quando é nomeada de energia ou ação da curva; esse nome é justificado porque as equações geodésicas são as equações de movimento de Euler-Lagrange para esta atuação. 

## Quadro de Frenet

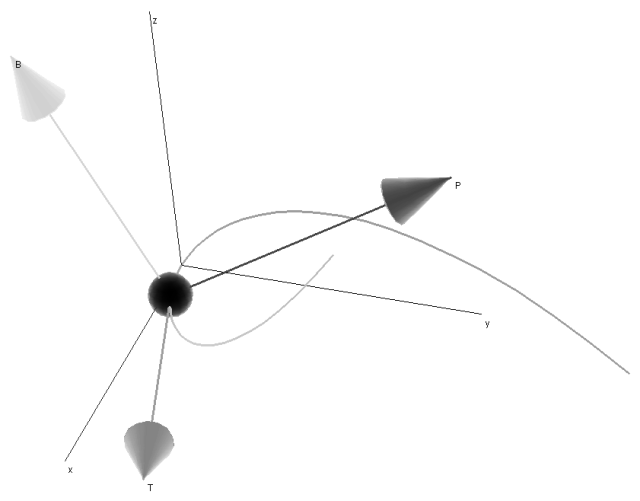
Uma ilustração do quadro de Frenet para um ponto em uma curva espacial. T é a tangente da unidade, P a unidade normal e B a unidade binormal.

Pode-se declarar que um quadro de Frenet é um quadro de referência em movimento de n vetores ortonormais ei(t) que são utilizados para expressar uma curva local em cada ponto γ(t). É a ferramenta essencial no tratamento geométrico diferencial das curvas, porque além dele facilitar muito, é mais natural descrever propriedades locais (por exemplo, curvatura, torção) em termos de um sistema de referência local do que usar um sistema global, como as coordenadas euclidianas. 
Dada a curva-Cn + 1 γ em Rn, que é regular e tem ordem n, o quadro de Frenet para a curva é o conjunto de vetores de ortonormais 
{\displaystyle \mathbf {e} _{1}(t),\ldots ,\mathbf {e} _{n}(t)}
chamados vetores Frenet . Eles são obtidos a partir das derivadas de γ(t) utilizando o algoritmo de ortogonalização de Gram-Schmidt tendo assim:  
{\displaystyle \mathbf {e} _{1}(t)={\frac {\mathbf {\gamma } '(t)}{\|\mathbf {\gamma } '(t)\|}}}
{\displaystyle \mathbf {e} _{j}(t)={\frac {{\overline {\mathbf {e} _{j}}}(t)}{\|{\overline {\mathbf {e} _{j}}}(t)\|}},{\overline {\mathbf {e} _{j}}}(t)=\mathbf {\gamma } ^{(j)}(t)-\sum _{i=1}^{j-1}\langle \mathbf {\gamma } ^{(j)}(t),\mathbf {e} _{i}(t)\rangle \,\mathbf {e} _{i}(t)}
As funções com valor real χi(t) são denominados curvaturas generalizadas e são determinados como: 
{\displaystyle \chi _{i}(t)={\frac {\langle \mathbf {e} _{i}'(t),\mathbf {e} _{i+1}(t)\rangle }{\|\mathbf {\gamma } ^{'}(t)\|}}}
Pode-se dizer que a estrutura Frenet e as curvaturas generalizadas são invariantes sob reparametrização e, assim, são propriedades geométricas diferenciais da curva. 

### Curva de Bertrand
A curva de Bertrand é uma curva de Frenet em {\displaystyle \mathbb {R} ^{3}} com a vantagem de que a propriedade possui uma segunda curva no {\displaystyle \mathbb {R} ^{3}} de maneira com que os principais vetores normais dessas duas curvas sejam iguais em cada ponto equivalente. Ou seja, se {\displaystyle {\vec {r}}_{1}(t)} e {\displaystyle {\vec {r}}_{2}(t)} são duas curvas em {\displaystyle \mathbb {R} ^{3}} tal que para algum {\displaystyle t}, observamos que {\displaystyle {\vec {N}}_{1}={\vec {N}}_{2}}, portanto concluímos que {\displaystyle {\vec {r}}_{1}} e {\displaystyle {\vec {r}}_{2}} são curvas de Bertrand. Por essa razão, é normal referi-los a um par de curvas de Bertrand (como anteriormente citado no exemplo o {\displaystyle {\vec {r}}_{1}} e o {\displaystyle {\vec {r}}_{2}}). Conforme o problema 25 das "Curvas de geometria diferencial - superfícies - coletores" da Kühnel's, da mesma forma é verídico que duas curvas de Bertrand que não estão no mesmo plano bidimensional são caracterizadas pela presença de uma relação linear {\displaystyle a\kappa +b\tau =1}. Onde temos que {\displaystyle a,b} são constantes reais e {\displaystyle a\neq 0} .  Além do mais, pode-se dizer que o produto de torções dos pares de curvas de Bertrand é constante. 

## Vetores de Frenet especiais e curvaturas generalizadas
Os três primeiros vetores de Frenet e curvaturas generalizadas  são capazes de serem vistos no espaço tridimensional. Eles têm nomes  complementares e algumas informações semânticas anexadas a eles a mais. 

### Vetor tangente
Se uma curva γ expressa o caminho de uma partícula, a velocidade instantânea da partícula em um certo ponto P é indicada por um vetor, denominado de vetor tangente à curva em P. De maneira matemática, se tiver uma curva C1 parametrizada γ = γ(t), para cada valor t = t0 do parâmetro, o vetor 
{\displaystyle \gamma '(t_{0})={\frac {d}{d\,t}}\mathbf {\gamma } (t)} às {\displaystyle {t=t_{0}}}
é o vetor tangente no ponto P = γ(t0) . Dessa forma, o vetor tangente pode ser zero . A magnitude desse vetor 
{\displaystyle \|\mathbf {\gamma } '(t_{0})\|}
é a velocidade no momento t0 . 
O primeiro vetor de Frenet e1(t) é o vetor tangente unitário na mesma direção, sendo determinado em cada ponto regular de γ e assim representado como: 
{\displaystyle \mathbf {e} _{1}(t)={\frac {\mathbf {\gamma } '(t)}{\|\mathbf {\gamma } '(t)\|}}} .
Se t = s é o parâmetro natural, então o vetor tangente tem comprimento unitário. Assim, sua fórmula simplificada é: 
{\displaystyle \mathbf {e} _{1}(s)=\mathbf {\gamma } '(s)} .
Nesse contexto, o vetor tangente unitário define a orientação da curva, ou a direção direta, equivalente aos valores crescentes do parâmetro. O vetor tomado como uma curva traça a imagem esférica da curva original. 

### Vetor normal ou curvatura
O vetor normal, ocasionalmente chamado de vetor de curvatura, aponta que o desvio da curva é uma linha reta. 
É definido como 
{\displaystyle {\overline {\mathbf {e} _{2}}}(t)=\mathbf {\gamma } ''(t)-\langle \mathbf {\gamma } ''(t),\mathbf {e} _{1}(t)\rangle \,\mathbf {e} _{1}(t)} .
Sua forma normalizada, onde o vetor normal unitário é o segundo vetor Frenet e2(t), deste modo sendo estabelecido como 
{\displaystyle \mathbf {e} _{2}(t)={\frac {{\overline {\mathbf {e} _{2}}}(t)}{\|{\overline {\mathbf {e} _{2}}}(t)\|}}} .
Sendo assim, a tangente e o vetor normal no ponto t apontam o plano osculante do ponto t. 
Tendo em vista isso, pode-se definir que {\displaystyle {\overline {\mathbf {e} _{2}}}(t)\propto \mathbf {e} _{1}'(t)} . E através dessa informação, consequentemente obtemos que {\displaystyle \mathbf {e} _{2}(t)={\frac {\mathbf {e} _{1}'(t)}{\|\mathbf {e} _{1}'(t)\|}}} . 

### Curvatura
A primeira curvatura generalizada χ1(t) é denominada de curvatura e mede o desvio de γ de ser uma linha reta em relação ao plano osculante. Esta curva generalizada pode ser descrita como: 
{\displaystyle \kappa (t)=\chi _{1}(t)={\frac {\langle \mathbf {e} _{1}'(t),\mathbf {e} _{2}(t)\rangle }{\|\mathbf {\gamma } '(t)\|}}}
e assim, é denominada então de curvatura de γ no ponto t . Desta maneira, podemos defini-la como {\displaystyle \kappa (t)={\frac {\|\mathbf {e} _{1}'(t)\|}{\|\mathbf {\gamma } '(t)\|}}} . 
O recíproco da curvatura 
{\displaystyle {\frac {1}{\kappa (t)}}}
é chamado de raio de curvatura . 
Pode-se dizer que um círculo com raio r tem uma curvatura constante de: 
{\displaystyle \kappa (t)={\frac {1}{r}}}
enquanto uma linha tem uma curvatura de 0. 

### Vetor binormal
O vetor binormal unitário é o terceiro vetor de Frenet e3(t) . Ele sempre é ortogonal à unidade tangente e a vetores normais em t . Esse vetor é representado como: 
{\displaystyle \mathbf {e} _{3}(t)={\frac {{\overline {\mathbf {e} _{3}}}(t)}{\|{\overline {\mathbf {e} _{3}}}(t)\|}}{\mbox{, }}{\overline {\mathbf {e} _{3}}}(t)=\mathbf {\gamma } '''(t)-\langle \mathbf {\gamma } '''(t),\mathbf {e} _{1}(t)\rangle \,\mathbf {e} _{1}(t)-\langle \mathbf {\gamma } '''(t),\mathbf {e} _{2}(t)\rangle \,\mathbf {e} _{2}(t)}
No espaço tridimensional, a equação simplificada é 
{\displaystyle \mathbf {e} _{3}(t)=\mathbf {e} _{1}(t)\times \mathbf {e} _{2}(t)}
ou para 
{\displaystyle \mathbf {e} _{3}(t)=-\mathbf {e} _{1}(t)\times \mathbf {e} _{2}(t)} .
Esse mesmo sinal que pode ocorrer é ilustrado tanto pelos exemplos de uma hélice para a mão direita, quanto para uma hélice para a mão esquerda. 

### Torção
A segunda curvatura generalizada χ2(t) é denominada de torção e mensura o desvio de γ de ser uma curva plana. Isto é, se a torção é zero, a curva fica totalmente no mesmo plano de oscilação (existe apenas um plano de oscilação para cada ponto t ). Deste modo, ela é representada como: 
{\displaystyle \tau (t)=\chi _{2}(t)={\frac {\langle \mathbf {e} _{2}'(t),\mathbf {e} _{3}(t)\rangle }{\|\mathbf {\gamma } '(t)\|}}}
e assim é denominado de torção de γ no ponto t . 

## Teorema fundamental da teoria das curvas
Dadas as funções n − 1 : 
{\displaystyle \chi _{i}\in C^{n-i}([a,b],\mathbb {R} ^{n}){\mbox{, }}\chi _{i}(t)>0,\,1\leq i\leq n-1}
possui então uma única (até transformações usando o grupo euclidiano ) curva-Cn + 1 γ que é de ordem regular n e tem essas propriedades: 
{\displaystyle \|\gamma '(t)\|=1\qquad (t\in [a,b])}
{\displaystyle \chi _{i}(t)={\frac {\langle \mathbf {e} _{i}'(t),\mathbf {e} _{i+1}(t)\rangle }{\|\mathbf {\gamma } '(t)\|}}}
onde o conjunto 
{\displaystyle \mathbf {e} _{1}(t),\ldots ,\mathbf {e} _{n}(t)}
é o quadro Frenet para a curva. 
Contribuindo com um início t0 complementar em I, um ponto inicial p0 em Rn e também um quadro Frenet ortonormal positivo inicial {e1, …, en − 1}, com as seguintes características:  
{\displaystyle \mathbf {\gamma } (t_{0})=\mathbf {p} _{0}}
{\displaystyle \mathbf {e} _{i}(t_{0})=\mathbf {e} _{i}{\mbox{, }}1\leq i\leq n-1}
Obtemos que as transformações euclidianas são excluídas para conseguir uma curva γ única. 

## Fórmulas de Frenet – Serret
As fórmulas de Frenet-Serret são uma junção de várias equações diferenciais ordinárias de primeira ordem. A sua solução é a associação de vetores Frenet que equivalem a curva especificada pelas funções de curvatura generalizada χi . 

### 2 dimensões
{\displaystyle {\begin{bmatrix}\mathbf {e} _{1}'(t)\\\mathbf {e} _{2}'(t)\\\end{bmatrix}}=\left\Vert \gamma '\left(t\right)\right\Vert {\begin{bmatrix}0&\kappa (t)\\-\kappa (t)&0\\\end{bmatrix}}{\begin{bmatrix}\mathbf {e} _{1}(t)\\\mathbf {e} _{2}(t)\\\end{bmatrix}}}

### 3 dimensões
{\displaystyle {\begin{bmatrix}\mathbf {e} _{1}'(t)\\\mathbf {e} _{2}'(t)\\\mathbf {e} _{3}'(t)\\\end{bmatrix}}=\left\Vert \gamma '\left(t\right)\right\Vert {\begin{bmatrix}0&\kappa (t)&0\\-\kappa (t)&0&\tau (t)\\0&-\tau (t)&0\\\end{bmatrix}}{\begin{bmatrix}\mathbf {e} _{1}(t)\\\mathbf {e} _{2}(t)\\\mathbf {e} _{3}(t)\\\end{bmatrix}}}

### ndimensões (fórmula geral)
{\displaystyle {\begin{bmatrix}\mathbf {e} _{1}'(t)\\\mathbf {e} _{2}'(t)\\\vdots \\\mathbf {e} _{n-1}'(t)\\\mathbf {e} _{n}'(t)\\\end{bmatrix}}=\left\Vert \gamma '\left(t\right)\right\Vert {\begin{bmatrix}0&\chi _{1}(t)&\cdots &0&0\\-\chi _{1}(t)&0&\cdots &0&0\\\vdots &\vdots &\ddots &\vdots &\vdots \\0&0&\cdots &0&\chi _{n-1}(t)\\0&0&\cdots &-\chi _{n-1}(t)&0\\\end{bmatrix}}{\begin{bmatrix}\mathbf {e} _{1}(t)\\\mathbf {e} _{2}(t)\\\vdots \\\mathbf {e} _{n-1}(t)\\\mathbf {e} _{n}(t)\\\end{bmatrix}}}